# María Luisa Fuertes
María Luisa Fuertes Grasa (Madrid, 1912-1995) fue una investigadora, bibliotecaria y profesora española. Es una de las investigadoras reconocidas en el proyecto “Mujeres Investigadoras en los Archivos Estatales (1900-1970)” que desarrolló el Ministerio de Cultura en 2020.

## Trayectoria
Fuertes se licenció en Filosofía y Letras por la Universidad Central de Madrid, con premio Extraordinario de fin de carrera. Durante la Segunda República, trabajó de esta universidad, formó parte del Seminario de Biblioeconomía de la Biblioteca de la Universidad Central de Madrid, fundado en 1932, y se sumó a la Asociación de Bibliotecarios y Biblíógrafos de España (ABBE) organizado por dicho seminario en 1934. Además, durante los cursos 1933-34 y 1934-35, fue profesora ayudante adscrita a la cátedra de Griego, y becaria de la Escuela de Estudios Árabes desde su fundación en 1932 hasta 1935.
En 1933, el Ministerio de Instrucción Pública dio vía libre a la realización de un viaje de estudios de las Facultades de Filosofía y Letras y de la Escuela de Arquitectura de Madrid, organizado por el filósofo Manuel García Morente, el Crucero universitario por el Mediterráneo contó con un pasaje de 148 estudiantes, siendo Fuertes una de las 82 mujeres asistentes.
El 20 de febrero de 1935, optó por oposición al Cuerpo Facultativo de Archiveros, Bibliotecarios y Arqueólogos, siendo la primera de su promoción. En el inicio de la Guerra Civil desempeñó el cargo de directora de la Biblioteca Pública de Segovia siendo cesada el 9 de septiembre de 1936 y readmitida cinco meses más tarde. Fue trasladada de forma provisional a la Biblioteca Pública de Segovia en 1938. Al finalizar la guerra, trabajó en las bibliotecas de las facultades de Derecho, de Filosofía y Letras y de Medicina de la Universidad Central. 
Fue jefa provisional en esta última entre 1939 y 1940. El 10 de junio de 1940 se inició un proceso de depuración, cuando estaba adscrita a la Biblioteca de Filosofía y Letras, cuya resolución fue la continuación en el servicio, sin sanción. Entre los años 1947 y 1955 forma parte del grupo de facultativos adscritos a la Biblioteca Universitaria de la Facultad de Filosofía y Letras. Fue también bibliotecaria del Instituto Lope de Vega y directora de la Biblioteca del Consejo Superior de Investigaciones Científicas (CSIC) hasta su jubilación.
Entra los años 1958 y 1959 visitó el Servicio Nacional de Información Documental (SNID) de Madrid para investigar sobre documentación de la localidad de San Martín de Castañeda.
En diciembre de 1944 se casó con filólogo y arabista Emilio García Gómez.

## Reconocimientos
En 2020, Fuertes fue incluida dentro del proyecto “Mujeres Investigadoras en los Archivos Estatales (1900-1970)” para la descripción archivística y creación de un micrositio específico en el Portal de Archivos Españoles (PARES), desarrollado entre 2020-2023. Este proyecto ha sido impulsado por la Subdirección General de Archivos Estatales, con el objetivo visibilizar la labor de investigación realizada en España por las mujeres en el intervalo 1900-1970 partiendo de los registros documentales que se conservan en los Archivos de Gestión de los AAEE del Ministerio de Cultura (el Archivo Histórico Nacional, el Archivo de la Corona de Aragón, el Archivo General de Simancas, el Archivo General de Indias, el Archivo de la Real Chancillería de Valladolid, el Archivo General de la Administración y el Centro de Información Documental de Archivos).
En 2021 se inauguró la exposición itinerante Las primeras profesoras de la UCM, organizada por la Unidad de Igualdad de la Universidad Complutense de Madrid. Fuertes es una de las investigadoras representadas en dicha muestra con el objetivo de visibilizar a las pioneras que ejercieron la docencia en distintas ramas del conocimiento del ámbito académico.